# Transacqua
Transacqua is een gemeente in de Italiaanse provincie Trente (regio Trentino-Zuid-Tirol) en telt 2007 inwoners (31-12-2004). De oppervlakte bedraagt 35,6 km², de bevolkingsdichtheid is 56 inwoners per km².
De volgende frazioni maken deel uit van de gemeente: Ormanico, Pieve.

## Demografie
Transacqua telt ongeveer 804 huishoudens. Het aantal inwoners steeg in de periode 1991-2001 met 8,7% volgens cijfers uit de tienjaarlijkse volkstellingen van ISTAT.
| Jaar | Inwoneraantal |
| ---- | ------------- |
| 1991 | 1785          |
| 2001 | 1940          |

## Geografie
De gemeente ligt op ongeveer 750 m boven zeeniveau.
Transacqua grenst aan de volgende gemeenten: Siror, Sagron Mis, Mezzano, Cesiomaggiore (BL), Tonadico, Tonadico, Fiera di Primiero.